# La vida mancha
La vida mancha es una película española del género dramático de 2003 dirigida por Enrique Urbizu y protagonizada por José Coronado, Zay Nuba y Juan Sanz. La película cuenta la historia del regreso a España de Pedro, un enigmático hombre de negocios que ha pasado los últimos años viviendo en Inglaterra y decide volver a España donde se reencuentra con su hermano Fito, casado, con un hijo y metido en problemas con el juego. 

## Sinopsis
Fito vive con su esposa Juana y su hijo Jon en un barrio de las afueras de Madrid. Es camionero y, además, tiene una deuda con el banco y un problema con el juego. A espaldas de su esposa, pierde dinero jugando a las cartas en una timba ilegal del barrio. Un día, su hermano Pedro, al que no ve desde hace años, vuelve a España y decide visitarle. Esa visita perturbará y cambiará la vida de todos los miembros de la familia y les dejará una mancha indeleble y una marca en el corazón.

## Producción
[editar código · editar]
La película es la segunda colaboración consecutiva entre el director bilbaíno y el guionista Michel Gaztambide, tras el éxito de crítica y taquilla de La caja 507. El guion nace de "Los López" una historia elaborada previamente por Gaztambide. Para el elenco principal, Urbizu optó por repetir con José Coronado como Pedro, el hombre callado, serio y elegante que ha pasado años fuera de España. Para el papel de Fito y Juana respectivamente se utilizaron actores menos reconocibles para el público.
Urbizu también repitió con Carles Gusi para la dirección de fotografía y Mario de Benito para la banda sonora original. La película se desarrolla en los barrios de Fuencarral-El Pardo y Barajas, de Madrid.

## Recepción
[editar código · editar]
A pesar de tener buena acogida por parte de la crítica, la película no respondió positivamente en taquilla, tras el éxito un año anterior de La caja 507. Carlos Boyero hizo una crítica muy positiva del largometraje en el diario El Mundo, además de referirse a ella años más tarde a propósito del estreno de No habrá paz para los malvados: «La vida mancha es una de las películas que más me han golpeado y conmovido en un muchos años, un retrato profundo, desesperado, lírico, bronco y emotivo sobre el fracaso de la segunda oportunidad, la obligada y lacerante renuncia a la felicidad, la fraternidad, los dilemas morales». La revista Fotogramas también hizo una crítica positiva de la película: «Es un film bello, elegante, conciso y muy triste, poblado por perdedores de distintas especies, contado desde la comprensión y la ternura, un paseo por el árido paisaje de la incertidumbre [...] se trata de una película simbólica, casi surreal, protagonizada por un aventurero de sospechosos comportamientos, un tipo silencioso que viene del Cielo y se va por el Cielo, silencioso como Eastwood en El jinete pálido, peligroso como Joseph Cotten en La sombra de una duda, turbador como Terence Stamp en Teorema».

## Premios
[editar código · editar]
La película obtuvo nueve nominaciones en varias categorías del Festival de Málaga, los Premios Turia, el Círculo de Escritores Cinematográficos, el Festival du Cinéma Espagnol de Nantes y los Premios Goya. Consiguió el premio especial del jurado, el de mejor actriz y actor revelación de los Premios Turia.

### Goyas
[editar código · editar]
- Mejor actor revelación (Juan Sanz)
- Mejor sonido (Licio Marcos)

### Festival de Málaga
[editar código · editar]
- Biznaga de Oro (Enrique Urbizu)

### Premios Turia
[editar código · editar]
- Premio Especial del Jurado (Enrique Urbizu)
- Mejor actriz revelación (Zay Nuba)
- Mejor actor revelación (Juan Sanz)

### Círculo de Escritores Cinematográficos
[editar código · editar]
El filme fue candidato a seis medallas del Círculo de Escritores Cinematográficos, si bien no logró ninguna de ellas:
- Mejor película
- Mejor director (Enrique Urbizu)
- Mejor actor (José Coronado)
- Mejor actor de reparto (Juan Sanz)
- Mejor guion original (Enrique Urbizu y Michel Gaztambide)
- Mejor actriz revelación (Zay Nuba)

### Festival de Cine Español de Nantes
[editar código · editar]
- Premio Julio Verne (Enrique Urbizu)

## Reparto
| Intérprete         | Personaje                     |
| ------------------ | ----------------------------- |
| José Coronado      | Pedro                         |
| Zay Nuba           | Juana                         |
| Juan Sanz          | Fito                          |
| Sandro Polo        | Jon                           |
| Yohana Cobo        | Sara                          |
| Silvia Espigado    | Charo                         |
| May Pascual        | Camarera                      |
| Gabriel Moreno     | Camarero                      |
| Alfonso Torregrosa | Larrea                        |
| Martín Mujica      | Jubilado                      |
| Ramón Goyanes      | Mirón 1                       |
| Kike Biguri        | Mirón 2                       |
| Antonio Mora       | Tipo 1                        |
| Paco León          | Tipo 2                        |
| Soledad Osorio     | Señora                        |
| Enrique Martínez   | Visitador Círculo de Lectores |
| Cesáreo Estébanez  | Estrada                       |
| Susi Sánchez       | Directora Inem                |
| María Castro       | Monitora                      |
| Pablo Chiapella    | Monitor                       |
| Ana Sáez           | Señora mayor                  |
| Faustino Perales   | Vendedor ONCE                 |
| Javier Páez        | Tipo Inem                     |
| Jesús Prieto       | Director banco                |
| Laura Alonso       | Sole                          |
| Fernando Moraleda  | Oficinista                    |
| Jose Antonio Bravo | Grasa                         |
| Lazaro García      | Mulato                        |
| Mario Guillot      | Cubano                        |
| Jorge Chavero      |                               |
| Antonio Resines    | Modesto Pardo                 |
| Chus de Castro     | Monitora                      |